# Grónský ledovec

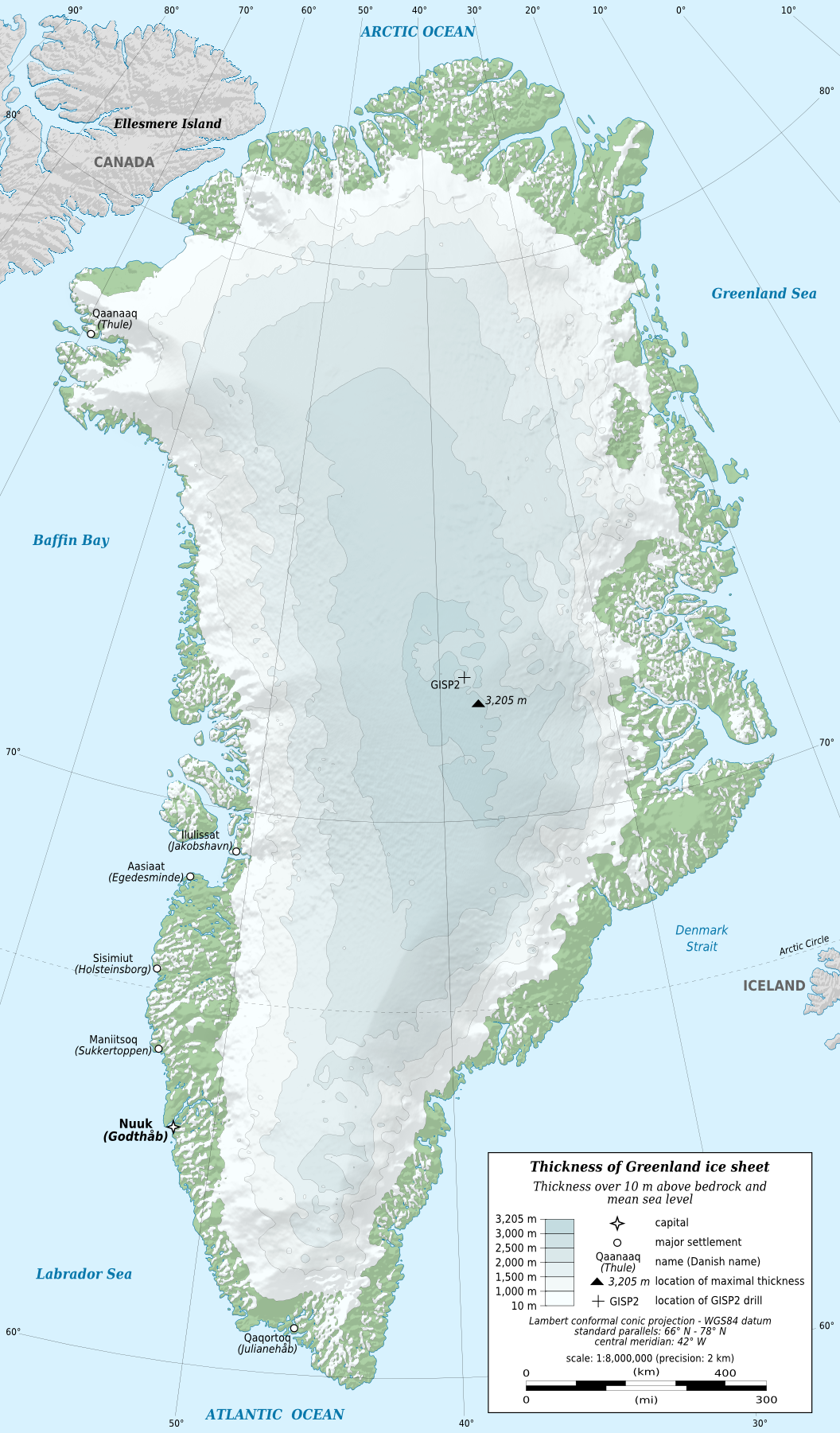
Mapa Grónska

Grónský ledovec nebo Grónský ledový příkrov (grónsky Sermersuaq, Velký ledovec) je rozsáhlý ledový příkrov pokrývající 1 710 000 km2, což představuje zhruba 80 % povrchu Grónska. Jedná se o druhou největší zaledněnou plochu ve světě hned po antarktickém ledovci. Grónský ledovec je od severu k jihu takřka 2 400 kilometrů dlouhý a ve svém nejširším místě na 77. stupni severní šířky dosahuje šířky 1 100 kilometrů. Průměrná nadmořská výška ledovce činí 2 135 metrů. Jeho tloušťka je většinou více než 2 kilometry a někde přesahuje i hranici 3 kilometrů. Obsahuje přibližně 2 500 000 až 2 600 000 gigatun ledu. Kromě hlavního ledovcového masivu ležícího na pevnině se podél jeho okrajů vyskytují četné samostatné ledovce pokrývající plochu přibližně mezi 76 000 až 100 000 čtverečních kilometrů.
Stáří ledovce se odhaduje na 110 000 let. Obecně se má zato, že se grónský ledovec formoval v pozdním pliocénu nebo v počátcích pleistocénu srůstáním jednotlivých ledovců. Tento proces neproběhl celý v období pliocénu, ale výrazně nabyl na rychlosti a síle s nástupem první doby ledové. Ledovec za poslední milion let roztál minimálně jednou a to i přesto, že byla koncentrace oxidu uhličitého v atmosféře nízká. Před 400 tisíci lety bylo Grónsko zelené.
Váha ledovce stlačila centrální část Grónska, skalnaté podloží pevniny pod ním tak dosahuje přibližně nadmořské výšky mořské hladiny, zatímco pás pohoří obepíná ledovec téměř podél celého jeho okraje. Na povrchu ledovce dosahují průměrné roční teploty −31 °C, což je výrazně méně než v ostatních částech Grónska.

## Zdroj informací o klimatu
Ledovec se skládá ze stlačených vrstev sněhu, které se takto hromadily více než sto tisíc let. Díky tomu obsahuje led v ledovci nanejvýš cenné informace o klimatu v dřívějších dobách. V uplynulých dekádách navrtali vědci jádro ledovce až do hloubky 4 kilometrů. Díky rozboru vzorku ledovcového jádra získali informace o teplotě, srážkách, kompozici látek obsažených v nižších vrstvách atmosféry, sopečných erupcích, sluneční variabilitě, rozsahu pouští a lesních požárů. Tato rozmanitost klimatických ukazatelů je větší než z jakýchkoli jiných zdrojů, jakými jsou ku příkladu letokruhy stromů či vrstvy sedimentu.

## Tání ledovce

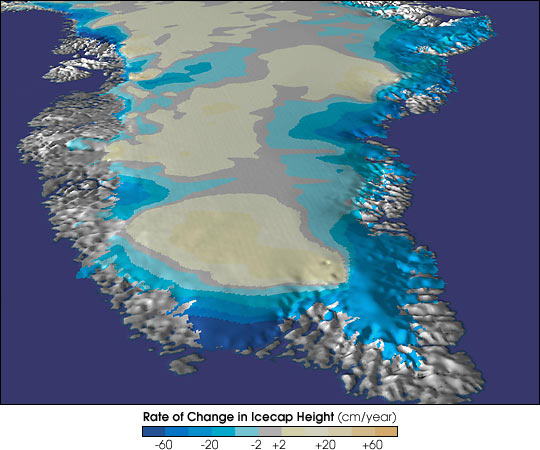
Změna tloušťky ledovcové pokrývky v cm za rok

Někteří vědci předpokládali, že globální oteplení by mohlo v průběhu příštích několika staletí způsobit úplné roztání grónského ledovce. V letech 1958 až 2009 přicházelo Grónsko kvůli nárůstu teplot průměrně o 274 gigatun ledové hmoty ročně (tedy přibližně setinu procenta celkové masy). V roce 2010 roztálo odhadem 530 gigatun ledovce díky tomu, že tání trvalo o 50 dnů déle oproti dlouhodobému průměru. Jedna gigatuna odpovídá jednomu kilometru krychlovému vody. Kdyby roztálo celých 2 850 000 kilometrů krychlových ledu (přes 2,5 miliónu gigatun ledu), vedlo by to ke zvýšení hladin světových oceánů přibližně o 7 metrů. Díky tání ledu dochází na okrajích Grónska k postupnému zvedání dříve stlačené země. Podle studie profesora geofyziky Tima Dixona z Rosenstielova institutu pro mořská a atmosférická bádání (RSMAS) při univerzitě v Miami se grónské pobřeží zvedá o 2,5 cm ročně. Ukazuje se ovšem, že jeden z nedávno nejvíce ubývajících a nejrychleji se pohybujících ledovců v Grónsku, ledovec Jakobshavn, nyní v posledních letech přibývá a tudíž teplota oceánu hraje větší roli, než se soudilo. Vědci z NASA projektu OMG (Ocean Melting Greenland) zjistili, že Ledovec Jakobshavn začal růst v roce 2016. V letech 2018–2019 narostl přibližně až o 30 metrů v důsledku chladnější vody oceánu v porovnání s předchozími lety, která způsobuje jeho menší odtávání.

## Dílčí ledovce
- Petermanův ledovec
- Humboldtův ledovec